# Scotopteryx confluens
Scotopteryx confluens är en fjärilsart som beskrevs av Eugen Wehrli 1919. Scotopteryx confluens ingår i släktet backmätare, och familjen mätare. Inga underarter finns listade.